# Buổi hòa nhạc tưởng nhớ Freddie Mercury

Áp phích quảng cáo cho buổi hòa nhạc tưởng nhớ Freddie Mercury

Buổi hoà nhạc tưởng nhớ Freddie Mercury là một buổi hòa nhạc ngoài trời được tổ chức vào ngày lễ Phục Sinh, thứ Hai, 20 tháng 4 năm 1992 tại Sân vận động Wembley ở London, được truyền hình trực tiếp cho hơn 1 tỷ người trên khắp thế giới. Buổi hòa nhạc để kỷ niệm cho cuộc đời và sự nghiệp của thủ lĩnh ban nhạc Queen là Freddie Mercury và đề cao những kết quả trong việc nghiên cứu căn bệnh thế kỷ AIDS. Đây cũng là buổi diễn cuối cùng của tay chơi bass John Deacon với Queen (người cũng đã cùng biểu diễn với May, Taylor và Elton John trong buổi diễn vào năm 1997). Tiền thu được từ buổi hòa nhạc được sử dụng để thành lập tổ chức từ thiện The Mercury Phoenix Trust.

## Lịch sử
Theo sau cái chết của ca sĩ huyền thoại Freddie Mercury vào tháng 11 năm 1991, các thành viên còn lại của ban nhạc Queen đã tụ họp với nhau để tổ chức buổi biểu diễn ngoài trời để kỷ niệm cuộc đời và di sản của Mercury, cũng như để quyên góp tiền ủng hộ việc nghiên cứu AIDS và tuyên truyền cho sự nguy hại của thảm họa này.
Vào tháng 2 năm 1992 tại lễ kỷ niệm hàng năm của giải Brit, Brian May và Roger Taylor đã thông báo về buổi diễn này. Những chiếc vé đã được bán vào ngày hôm sau và 72.000 đã được bán trong vòng 2 giờ, thậm chí không có người tham gia biểu diễn nào được thông báo tin tức trước từ các thành viên của ban nhạc Queen.

## Buổi hòa nhạc
Buổi hòa nhạc được bắt đầu với một ít âm nhạc từ các ban nhạc có ảnh hưởng từ Queen, bao gồm các ban nhạc như Metallica, Extreme, Def Leppard và Guns N' Roses. Xen giữa các ban nhạc là một vài video clip tôn vinh Freddie được trình chiếu trong khi sân khấu được thay đổi cho việc trình diễn tiết mục tiếp theo.
Nửa buổi diễn tiếp theo là phần trình diễn của ba thành viên còn lại của ban nhạc bao gồm Roger Taylor, John Deacon và Brian May, cùng với các ca sĩ và các tay chơi ghi-ta được mời, bao gồm Roger Daltrey, Tony Iommi, James Hetfield, Elton John, George Michael, Seal, David Bowie, Robert Plant, Axl Rose, Liza Minnelli và những người khác.
Khi buổi diễn được phát trên MTV, góp phần thêm cho "A Concert For Life" (Đêm diễn cuộc đời), ban nhạc U2 cũng đã biểu diễn bài "Until the End of the World" tại California và được thu trực tiếp từ vệ tinh để tưởng nhớ Freddie.

## Phiên bản
Buổi diễn ban đầu được phát hành ở dạng VHS, nhưng do việc giới hạn của thời lượng, hai bài hát cuối cùng của Extreme, hai bài hát đầu tiên của Def Leppard và Spinal Tap (cùng với bài 'Innuendo') đã bị bỏ ra khỏi phiên bản ban đầu.
Vào tháng 4 năm 2002 buổi hòa nhạc đã được phát hành lại bằng định dạng DVD và đứng thứ nhất trong bảng xếp hạng tại Anh. Phiên bản DVD đã nhận được những lời chỉ trích mạnh mẽ, do cả nửa phần biểu diễn lúc đầu không có trong phiên bản này. "Innuendo" cũng không có trong đĩa DVD, theo yêu cầu của Robert Plant vì ông giải thích rằng giọng của ông không được tốt lắm khi đó.

## Trình diễn
- Metallica - Enter Sandman, Sad But True, Nothing Else Matters
- Extreme - Queen Medley, Love Of My Life, More Than Words
- Def Leppard - Animal, Let's Get Rocked, Now I'm Here (w/Brian May)
- Bob Geldof - Too Late God
- Spinal Tap - The Majesty of Rock
- Guns N' Roses - Paradise City, Only Women Bleed (giới thiệu), Knockin' On Heaven's Door
- Elizabeth Taylor - Diễn văn

### Với Queen
- Queen và Joe Elliott/Slash - Tie Your Mother Down
- Queen và Roger Daltrey/Tony Iommi - Heaven and Hell (giới thiệu), Pinball Wizard (giới thiệu), I Want It All
- Queen và Zucchero - Las Palabras de Amor
- Queen và Gary Cherone (với Tony Iommi) - Hammer To Fall
- Queen và James Hetfield (với Tony Iommi) - Stone Cold Crazy
- Queen và Robert Plant - Innuendo (với phần trích đoạn từ from Kashmir), Thank You (giới thiệu), Crazy Little Thing Called Love
- Queen (Brian May với Spike Edney) - Too Much Love Will Kill You
- Queen và Paul Young - Radio Ga Ga
- Queen và Seal - Who Wants To Live Forever
- Queen và Lisa Stansfield - I Want to Break Free
- Queen và David Bowie/Annie Lennox - Under Pressure
- Queen và Ian Hunter/David Bowie/Mick Ronson/Joe Elliot/Phil Collen - All The Young Dudes
- Queen và David Bowie/Mick Ronson - Heroes/The Lord's Prayer
- Queen và George Michael - '39
- Queen và George Michael/Lisa Stansfield - These Are The Days Of Our Lives
- Queen và George Michael - Somebody to Love
- Queen và Elton John/Axl Rose - Bohemian Rhapsody
- Queen và Elton John (with Tony Iommi) - The Show Must Go On
- Queen và Axl Rose - We Will Rock You
- Queen và Liza Minnelli/Cast - We Are the Champions